# 러브 어페어 (1994년 영화)
러브 어페어(Love Affair)는 미국에서 제작된 글렌 고든 카슨 감독의 1994년 멜로/로맨스, 드라마 영화이다. 워런 비티 등이 주연으로 출연하였고 워런 비티 등이 제작에 참여하였다.

## 출연

### 주연
- 워런 비티
- 아네트 베닝

## 제작진
- 미술: 페르디난도 스카피오티
- 미술: 에드워드 리처드슨
- 의상: 밀레나 카노네로
- Ass-PD: 마크 H. 오비츠
- 배역: 마리언 더펄티